# Erna Seremi
Erna Seremi (* 10. Juli 1896 als Erna Meiser in Karlsruhe; † 8. Februar 1980 in Mannheim) war eine deutsche Sopranistin, die nach privatem Gesangsstudium in Karlsruhe und Hamburg 1918 am Stadttheater Kaiserslautern debütierte und nach einem Engagement in Kiel ab 1923 für mehr als 20 Jahre am Friedrich-Theater in Dessau, seit 1928 als Kammersängerin, wirkte.

## Leben

Das „Santa Clara Damenheim“ in Mannheim B 5, 19 (Photographie von 1981)

Grabplatte des Familiengrabs Thery-Meiser-Seremi an der Mauer des Hauptfriedhofs von Mannheim (Photographie von 2024)

Als Tochter des Bauunternehmers Johann Meiser (1863–?) und dessen Ehefrau Jeanne, geb. Gumbel, verw. Thery (1858–1924), besuchte Erna Meiser die Höhere Mädchenschule ihrer Heimatstadt. Die Ehe der Eltern wurde 1908 geschieden. In Karlsruhe erhielt sie privaten Gesangsunterricht bei Kammersänger Jan van Gorkom (1862–1941) und Klavierunterricht am Großherzoglichen Konservatorium für Musik in Karlsruhe bei Julius Scheidt (1864–1917). Später setzte sie ihre Gesangsausbildung bei der Gesangslehrerin Alma Schadow in Hamburg fort, bei der u. a. auch Lotte Lehmann und Elisabeth Schumann Unterricht hatten. Als junge Sängerin hatte sie sich den Künstlernamen Seremi als Anagramm ihres Nachnamens Meiser zugelegt. Diesen Künstlernamen trug sie seit ihrem ersten Engagement am Stadttheater Kaiserslautern in der Spielzeit 1918/1919. Danach ging sie 1920 an das Stadttheater Kiel. Von dort wechselte sie 1923 an das Friedrich-Theater in Dessau. Hier stand sie unter Vertrag bis 1944. Bis zu ihrem Umzug 1955 nach Mannheim hat sie mit ihrer Halbschwester Maria Thery (1878–1963) in Dessau, zuletzt in der Jahnstraße 49, gewohnt. In Mannheim war sie bis 1969 als Gesangspädagogin an der Hochschule für Musik und Theater tätig. Sie war offensichtlich bis zu ihrem Lebensende alleinstehend und kinderlos. Ihre letzte Lebenszeit verbrachte sie im katholischen „Damenheim“ der Franziskanerinnen von Erlenbad in Mannheim B5, 19, wo auch ihre Halbschwester Maria Thery nach 1955 gewohnt hat und 1963 verstorben ist. Erna Seremi verstarb im Alter von 83 Jahren und wurde auf dem Mannheimer Hauptfriedhof im Familiengrab Thery an der Seite ihrer Mutter und ihrer Halbschwester beerdigt. Das Grab wurde 1995 beräumt, die Grabtafel an der Friedhofsmauer ist erhalten.

## Künstlerisches Wirken
Obwohl sich Erna Seremi von Kiel aus am Theater ihrer Heimatstadt als jugendlich-dramatischer Sopran beworben hatte und ihr Gastspiel als Elisabeth in Tannhäuser am 21. Januar 1923 glänzende Rezensionen fand, kam es dort nicht zum Engagement, sondern sie erhielt in demselben Jahr einen Vertrag im Dessauer Friedrich-Theater. Hier sang sie noch in ihrer ersten Spielzeit in der Premiere der Händel-Oper Rodelinda, Regina de´ Langobardi am 17.2.1924 die Titelpartie. Dirigent dieser Dessauer Aufführung war der damalige Generalmusikdirektor Franz von Hoeßlin (1885–1946), mit Hans Knappertsbusch (1888–1965) einer der beiden Dessauer Dirigenten, die später auch in Bayreuth dirigierten.
Nach nur vier Jahren Tätigkeit in Dessau wurde sie 1928 zur Kammersängerin ernannt. Ein Jahr später kam es in Aida, in der sie die Titelpartie sang, zur ersten Zusammenarbeit mit dem Heldentenor Horst Wolf als Radames. Mit diesem Sänger hat sie in der Folgezeit 110 Mal auf der Bühne gestanden, darunter in den Opern Lohengrin, Tannhäuser, Der fliegende Holländer, Die Meistersinger, Parsifal, Rheingold, Walküre, Rienzi (hier auch beide a. G. am 21. Januar 1935 an der Staatsoper Dresden), Tiefland (hier auch beide a. G. am 25.2.1934 in Magdeburg), Aida, Ein Maskenball, Der Evangelimann, Fidelio, Tosca, Macbeth. Darüber hinaus sang sie die Marschallin in Der Rosenkavalier, die Micaela in Carmen, die Santuzza in Cavalleria rusticana (Auswahl).
Bei der deutschen Erstaufführung der Oper Das Wogenross des schwedischen Komponisten Kurt Atterberg (1887–1974) am 27. November 1927 in Dessau sang sie die Partie der Lisa unter Artur Rother (1885–1972). Erna Seremi gab Gastspiele an zahlreichen deutschen Bühnen, u. a. an der Sächsischen Staatsoper Dresden.
 
Nach ihrem Umzug nach Mannheim 1955 war sie an der dortigen Hochschule für Musik und Theater als Gesangslehrerin – mit Privatdienstvertrag als freie Mitarbeiterin – bis 1969 tätig und leitete eine Gesangsklasse. Tonaufnahmen mit ihrer Stimme sind (bislang) nicht bekannt.